# کوشیتسه (منطقه تابور)

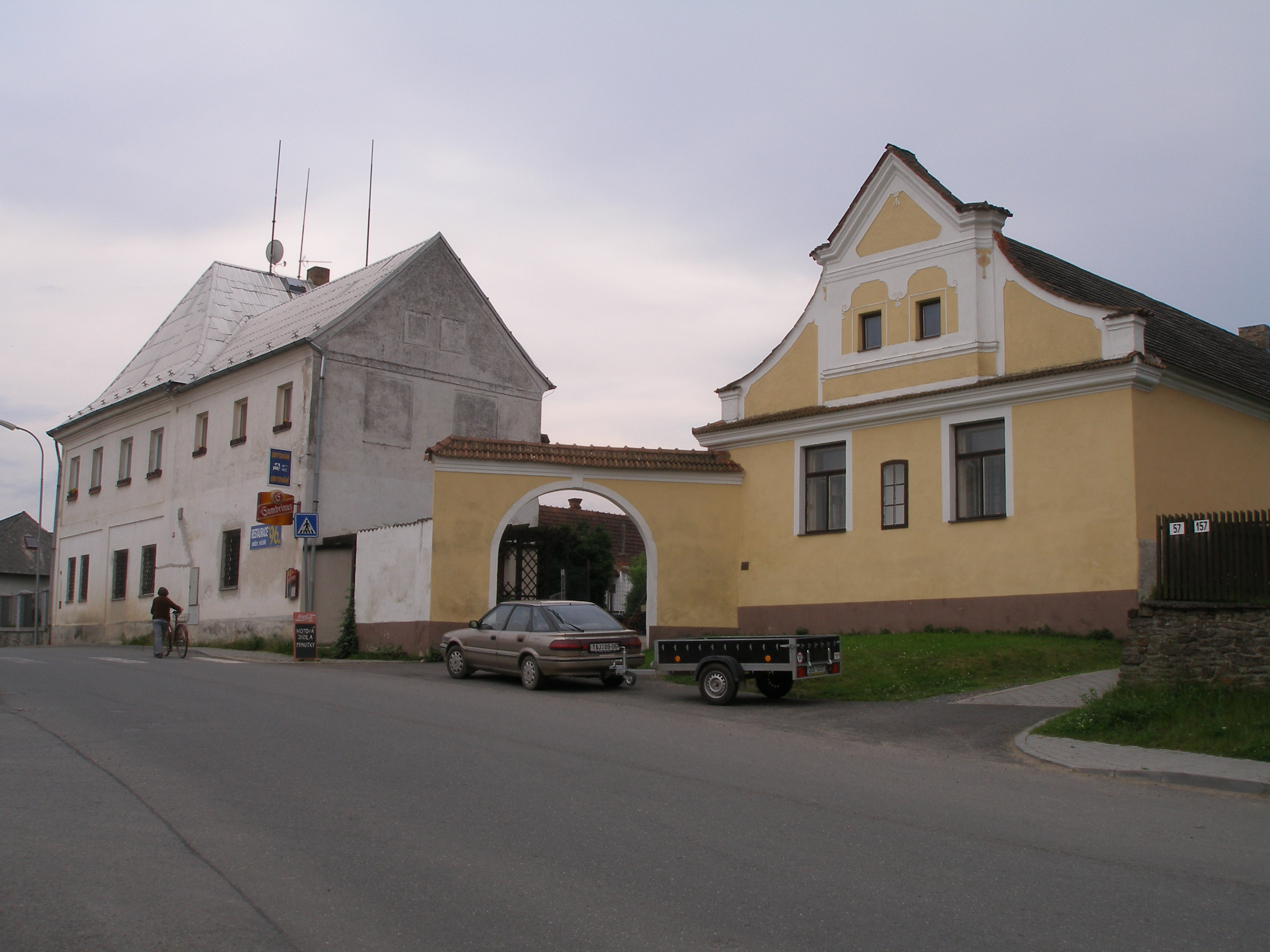
کوشیتسه منطقه مسکونی در جهموری چک

کوشیتسه (به چکی: Košice) یک منطقهٔ مسکونی در جمهوری چک است که در منطقه تابور واقع شده‌است.
 کوشیتسه ۱۳٫۹۹ کیلومتر مربع مساحت و ۷۱۹ نفر جمعیت دارد و ۴۵۰ متر بالاتر از سطح دریا واقع شده‌است.